# Атроцираптор
Atrociraptor (лат. Atrociraptor — «жорстокий мисливець») — рід сауронітолестинових дромеозавридових тероподів пізньої крейди (маастрихтський етап), знайдений в Альберті, Канада.

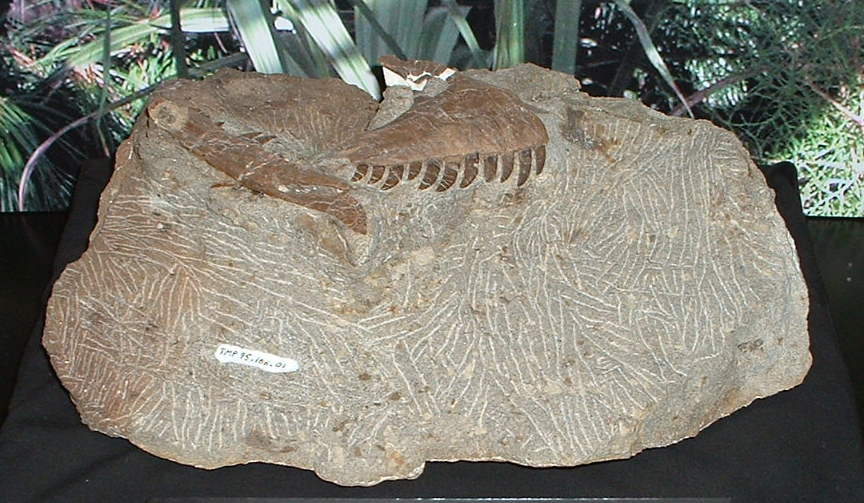
Череп голотипа в Королівському музеї Тиррелла

Типовий (і єдиний) зразок атроцираптора — голотип RTMP 95.166.1 — був винайдений Уейном Маршаллом у 1995 році в шарах формації Каньйону Підкови, що також містила кісткове ложе Альбертозавра, поблизу Драмхеллера. Це кісткове ложе датується приблизно 68,5 мільйонами років тому. Єдиний відомий зразок складається з частин верхньої та нижньої щелеп — обох передщелепних кісток, правої верхньої щелепи, обох зубних кісток та численних дрібних фрагментів. Череп, схоже, був незвично коротким і високим. Зуби відносно прямі, але виходять із зубних лунок під кутом до лінії щелепи, в результаті чого утворюється сильно зсуву зубного ряду. Кілька ізольованих зубів (раніше віднесених до Заврорнітолестеса) також були знайдені у цій формації; їх можна впізнати за незвично великими зазубринами.
У 2004 році Філіп Каррі та Девід Варріккіо назвали та описали типовий вид атроцираптора — Atrociraptor marshalli. Типова назва походить від лат. atrox — «дикун», «жорстокий» і лат. raptor — «хижак», «мисливець». Видову назву дано на честь його першовідкривача Маршалла Уейна.

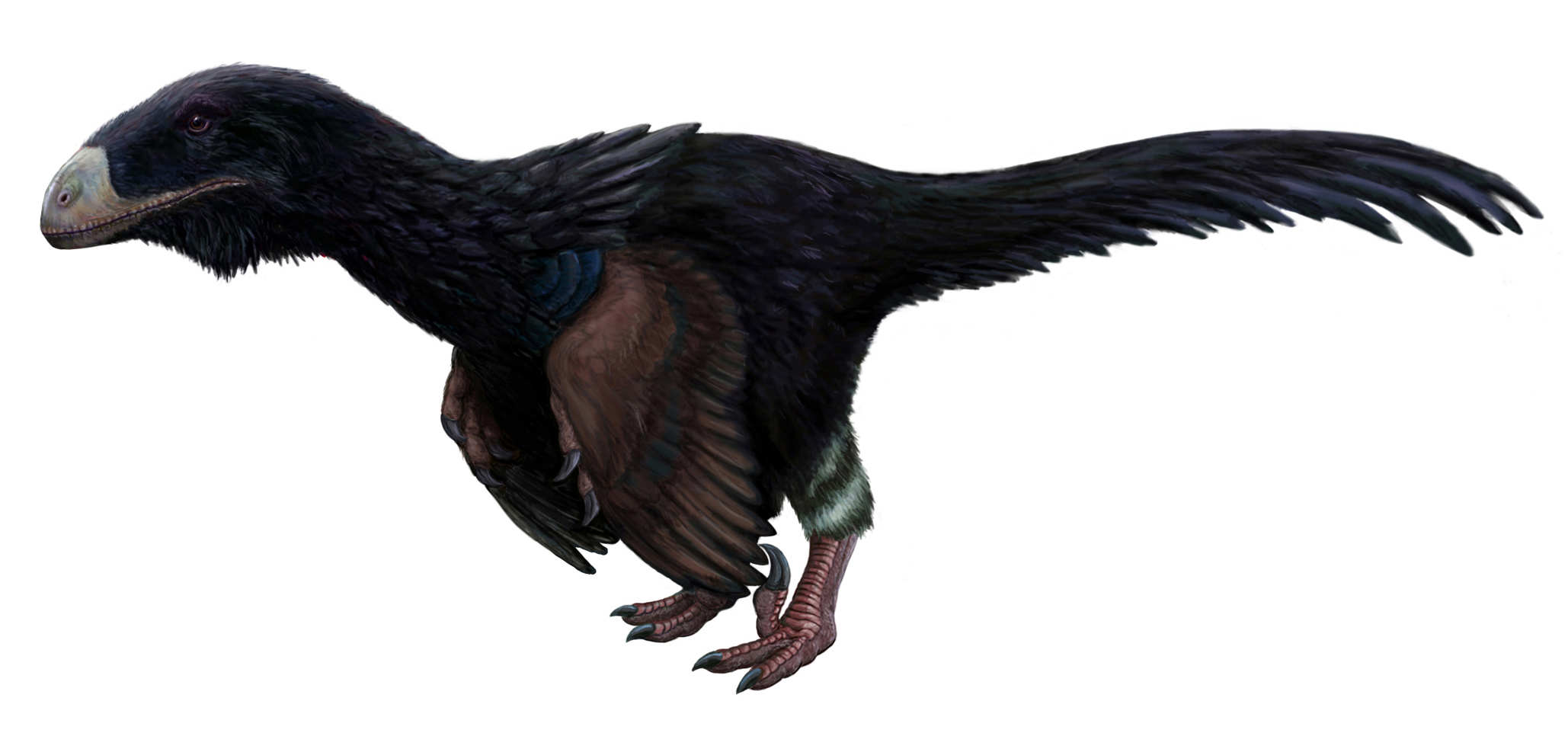
Художня реконструкція

Атроцираптор був відносно невеликим дромеозавром, довжиною 2 м і вагою 15 кг. Він відрізняється від бембіраптора та інших дромеозаврів рівнішим зубним рядом — зуби мають різні розміри, але однакову форму — і короткою глибокою мордою. Отвір черепа, верхньощелепне вікно, відносно велике і розташоване прямо над іншим отвором, промаксилярним вікном, що не характерно для інших видів.
Атроцираптор був віднесений його авторами до підродини Велоцирапторин в межах більшої родини Дромеозаврид. Однак у 2009 році Керрі опублікував кладистичний аналіз, який показав, що атроцираптор є членом Заврорнітолестових. Дослідження та аналіз 2022 року ще більше підтвердили цю позицію і класифікували атроцираптора як похідного заврорнітолестового, разом з ахерораптором.